# Hanekamp (waterschap)
Hanekamp is een voormalig waterschap in de Nederlandse provincie Groningen.
Het schap lag ten zuidoosten van het Pekelderhoofddiep tussen de Eltjeswijk en de Compagniesterwijk. Het werd bemalen door een windmotor, die uitsloeg op de Hanekampschewijk.
Waterstaatkundig gezien ligt het gebied sinds 2000 binnen dat van het waterschap Hunze en Aa's.